# Pont-Salomon
Pont-Salomon település Franciaországban, Haute-Loire megyében. Lakosainak száma 1861 fő (2022. január 1.). Pont-Salomon Aurec-sur-Loire, La Chapelle-d’Aurec, Monistrol-sur-Loire, Saint-Didier-en-Velay, Saint-Ferréol-d’Auroure és La Séauve-sur-Semène községekkel határos.

## Népesség
A település népességének változása:
| Lakosok száma | 1546 | 1341 | 1637 | 1743 | 1979 | 2067 | 2019 | 1902 | 1889 | 1861 |
|               | 1968 | 1982 | 1990 | 2006 | 2013 | 2015 | 2017 | 2019 | 2020 | 2022 |